# Scarabaeus sacer
Scarabaeus sacer (Scarabeul sfânt) este o specie de gândac de bălegar, cu o semnificație importantă în mitologia egipteană.

## Morfologie
Scarabeul sacru este un gândac de 25 – 37 mm lungime. Corpul este negru, luciu mat sau metalic. Ultimele articole ale picioarelor sunt acoperite cu perișor galbeni. La prima pereche de picioare tarsul lipsește, însă sunt mai puternice și zimțate, capabile să construiască gogoașele. Pronotul toracic este turtit și formează anterior o placă zimțată.

## Ecologie
Preferă să locuiască în solurile nisipoase, în regiunile aride și secetoase. Sunt activi de la începutul primăverii până la sfârșitul verii. Se hrănesc cu bălegarul animalelor ierbivore din care își fac gogoașe. Gogoașele au diferite dimensiuni, întrecând uneori mărimea insectei. Apoi, ele sunt rostogolite cu ajutorul picioarelor posterioare și îngropate în sol, unde sunt consumate. Uneori pot apărea lupte pentru gogoașe, între gândacul care a fabricat-o și alții mai „leneși”.

## Reproducere
Gogoașele de bălegar pot fi fabricate în perechi, formându-se cupluri care încep să acumuleze hrană împreună pentru urmași. Ponta este depusă în galerii cu adâncimi de 10–30 cm ce se termină cu o cameră specială. În această cameră are loc și acuplarea. Stadiul de ouă durează 5-12 zile, larvar 3-30 zile, pupa - două săptămâni.

## Mitologie egipteană
În Egiptul Antic, Scarabaeus sacer a fost un simbol al zeului Khepri și era asociat cu zeul soarelui. Probabil, egiptenii credeau că soarele, exact ca și gogoașa de bălegar, este rostogolit pe cer de scarabei care nu se văd și seara dispare în pământ. Analogia provine de la faptul că în lunile de primăvară scarabeul sacru este activ ziua, iar noaptea se ascunde în galerii 

## Răspândire
Scarabeul sacru este răspândit în statele mediteraneene (Franța, Italia, fosta Iugoslavie, Albania, Grecia, Bulgaria, Turcia, Africa de Nord), în sudul Ucrainei, unele țări caucaziene și în Arabia. Cel negru există și în România.